# Bennaria buruana
Bennaria buruana är en insektsart som först beskrevs av Schmidt 1926.  Bennaria buruana ingår i släktet Bennaria och familjen kilstritar. Inga underarter finns listade i Catalogue of Life.